# Chapel Piece
Chapel Piece – osada (buurt) na wyspie Sint Eustatius, w Holandii Karaibskiej. Liczy 112 mieszkańców (1 stycznia 2024). Leży w centralnej części wyspy. Jest najmniejszą osadą na wyspie.